# Hieracium leiocephalum
Hieracium leiocephalum es una especie de planta con flor del género Hieracium, de la familia Asteraceae, orden Asterales.

## Distribución
Hieracium leiocephalum se distribuye por Italia y exYugoslavia.

## Taxonomía
Fue descrita científicamente por Bartl. ex Griseb.
Tratamiento taxonómico
La especie aparece registrada en una sección de la publicación Abh. Königl. Ges. Wiss. Göttingen.